# David Hawthorne
David Hawthorne (* 14. Mai 1985 in Corsicana, Texas) ist ein ehemaliger US-amerikanischer American-Football-Spieler in der National Football League (NFL). Er spielte für die Seattle Seahawks und die New Orleans Saints als Inside Linebacker.

## College
Hawthorne besuchte die Texas Christian University und spielte zwischen 2004 und 2007 für deren Team, die Horned Frogs, erfolgreich College Football, wobei er in insgesamt 42 Spielen 168 Tackles erzielte.

## NFL

### Seattle Seahawks
Beim NFL Draft 2008 fand er zunächst keine Berücksichtigung, wurde danach aber von den Seattle Seahawks als Free Agent unter Vertrag genommen, wo er vier Saisons lang regelmäßig und erfolgreich spielte.

### New Orleans Saints
2012 unterschrieb er bei den New Orleans Saints einen Fünfjahresvertrag und kommt zumeist als Starting-Linebacker zum Einsatz.
Am 8. Februar 2016 wurde er von den Saints entlassen.

### Buffalo Bills
Im Sommer 2016 war Hawthorne einen knappen Monat lang bei den Buffalo Bills unter Vertrag.